# Roger Pierre
Roger Pierre (30 de agosto de 1923-23 de enero de 2010) fue un actor teatral, cinematográfico y televisivo de nacionalidad francesa. Fue sobre todo conocido por formar un dúo cómico con Jean-Marc Thibault, con el cual interpretó numerosos espectáculos, tres largometrajes y varios programas televisivos producidos por Maritie y Gilbert Carpentier, entre ellos Les Grands Enfants. Uno de sus números más célebres fue La Guerre de Sécession. También fue copresentador del programa Incroyable mais vrai, en TF1. 

## Biografía
Nacido en París, Francia, su verdadero nombre era Jean Le Gall. En 1947, trabajando como locutor publicitario en RTL, conoció a Jean-Marc Thibault. Ambos iniciaron una larga carrera como artistas de cabaret en París, escribiendo unos 3000 números, en los cuales conjugaban textos, actuación de mimo y canciones.
En 1976 se separaron para seguir cada uno su trayectoria, dedicándose Roger Pierre al teatro y al cine. Además, en los años 1980 participó en Les Jeux de 20 heures.
Pierre fue uno de los más antiguos componentes de Grosses Têtes, una emisión de culto de RTL presentada por Philippe Bouvard. 
En 2003 trabajó activamente en el programa Incroyable mais vrai, le mag !, en TF1, con Jean-Pascal Lacoste y Sophie Favier. Ese mismo año, y a la edad de ochenta, actuó en L'Ami d'enfance de Maigret, junto a Bruno Cremer.
En 1950, durante una gira por Canadá con Darry Cowl, Roger Pierre coescribió·· con Bourvil la muy famosa "Causerie anti-alcoolique" en el transcurso de una noche de borrachera. Bourvil encarnaba al delegado de una liga antialcohólica que era contrario a las virtudes del agua ferruginosa en el tratamiento de la embriaguez y sus estragos.
Roger Pierre falleció en Le Port-Marly, Francia, en 2010,
a causa de un cáncer. Tenía 86 años de edad. Fue enterrado en el Cementerio de Saint-Ouen.

## Teatro
- 1952 : Le Sire de Vergy, de Robert de Flers y Gaston Arman de Caillavet, escenografía de Jean-Pierre Grenier, Théâtre La Bruyère
- 1959 : La Revue de l'Alhambra de Paris, de Roger Pierre y Jean-Marc Thibault, Théâtre des Célestins
- 1963 : Mary, Mary, de Jean Kerr, escenografía de Jacques-Henri Duval, Théâtre Antoine
- 1965 : Deux anges sont venus, de Roger Pierre y Jean-Marc Thibault a partir de Albert Husson, escenografía de Pierre Mondy, Théâtre de Paris
- 1966 : Le Festival du rire, de Roger Pierre y Jean-Marc Thibault, Théâtre des Célestins
- 1967 : Qui est cette femme ?, de Norman Krasna, escenografía de Jacques Fabbri, Teatro de la Porte Saint-Martin
- 1972 : Santé publique, de Peter Nichols, escenografía de Jean Mercure, Théâtre de la Ville
- 1976 : Voyez-vous ce que je vois ?, de Ray Cooney y John Chapman, escenografía de Jean Le Poulain, Théâtre de la Michodière
- 1980 : Le Légataire universel, de Jean-François Regnard
- 1981 : Le Divan, de Remo Forlani, escenografía de Max Douy, Théâtre La Bruyère
- 1984 : Nos Premiers Adieux, de Roger Pierre y Jean-Marc Thibault, escenografía de Michel Fresnay, Théâtre Antoine
- 1985 : Nos Premiers Adieux, de Roger Pierre y Jean-Marc Thibault, Théâtre des Célestins
- 1986 : Gog et Magog, de Roger McDougall y Ted Allan, escenografía de René Clermont, gira
- 1987 : Monsieur Masure, de Claude Magnier, escenografía de Michel Roux, Théâtre Daunou
- 1988 : La Présidente, de Maurice Hennequin y Pierre Veber, escenografía de Pierre Mondy, Théâtre des Variétés
- 1991 : À vos souhaits, de Pierre Chesnot, escenografía de Francis Joffo, Théâtre Antoine
- 1994 : La Nuit à Barbizon, de Julien Vartet, escenografía de Gérard Savoisien, Théâtre Édouard VII
- 1998 : 1 table pour 6, de Alan Ayckbourn, escenografía de Alain Sachs, gira
- 1998 : Feu la mère de Madame, de Georges Feydeau
- 2001 : La sopera, de Robert Lamoureux, escenografía de Francis Joffo, Théâtre Comedia

## Filmografía

### Cine
- 1946 : Le père tranquille, de René Clément
- 1949 : Je n'aime que toi, de Pierre Montazel
- 1950 : Désordre, de Jacques Baratier
- 1951 : Le Pompon rouge, de Claude Lalande – también guion
- 1952 : Le Trou normand, de Jean Boyer
- 1952 : Belle Mentalité, de André Berthomieu – también diálogos -
- 1953 : Deux de l'escadrille, de Maurice Labro
- 1953 : Femmes de Paris, de Jean Boyer
- 1953 : Le Portrait de son père, de André Berthomieu – también diálogos -
- 1954 : Une vie de garçon, de Jean Boyer
- 1954 : Les deux font la paire, de André Berthomieu – solo diálogos -
- 1954 : La bande à papa, de Guy Lefranc – solo autor y guionista -
- 1955 : M'sieur la Caille, de André Pergament
- 1955 : La Madelon, de Jean Boyer
- 1956 : Paris Canaille, de Pierre Gaspard-Huit
- 1956 : La vie est belle, de Roger Pierre y Jean-Marc Thibault – también diálogos -
- 1957 : Nous autres à Champignol, de Jean Bastia – también guion -
- 1957 : C'est arrivé à 36 chandelles, de Henri Diamant-Berger
- 1958 : Vive les vacances, de Jean-Marc Thibault – también guion -
- 1958 : Sans famille, de André Michel
- 1959 : Les Motards, de Jean Laviron
- 1959 : Le Gendarme de Champignol, de Jean Bastia – también guion y adaptación -
- 1960 : La Française et l'Amour, de Jean Delannoy – sketch L'adolescence
- 1960 : Les tortillards, de Jean Bastia
- 1960 : Les Héritiers, de Jean Laviron – también guion y adaptación -
- 1961 : La Belle Américaine, de Robert Dhéry y Pierre Tchernia
- 1962 : Un cheval pour deux, de Jean-Marc Thibault – también guion y adaptación -
- 1962 : Comment réussir en amour, de Michel Boisrond
- 1962 : Virginie, de Jean Boyer
- 1962 : Nous irons à Deauville, de Francis Rigaud
- 1962 : Tartarin de Tarascon, de Francis Blanche y Raoul André
- 1964 : Les Durs à cuire, de Jack Pinoteau – también adaptación -
- 1964 : Les Gros Bras, de Francis Rigaud
- 1965 : Les Baratineurs, de Francis Rigaud
- 1965 : Le Désordre à vingt ans, de Jacques Baratier
- 1966 : Les malabars sont au parfum, de Guy Lefranc
- 1969 : Le Débutant, de Daniel Daert
- 1969 : Faites donc plaisir aux amis, de Francis Rigaud
- 1970 : Des vacances en or, de Francis Rigaud
- 1974 : En grandes pompes, de André Teisseire – también guion y adaptación -
- 1974 : Gross Paris, de Gilles Grangier
- 1976 : Comme sur des roulettes, de Nina Companeez
- 1980 : Mon oncle d'Amérique, de Alain Resnais
- 1981 : Camera d'albergo, de Mario Monicelli
- 1983 : Le Braconnier de Dieu, de Jean-Pierre Darras
- 1998 : Bingo!, de Maurice Illouz
- 2005 : Olé !, de Florence Quentin
- 2009 : Les herbes folles, de Alain Resnais

### Televisión
- 1962 : La Grande Farandole (serie TV)
- 1964 : Teuf-teuf (telefilm)
- 1965 : Embrassons-nous, Folleville ! (telefilm)
- 1967 : Deux romains en Gaule (telefilm)
- 1976 : Au théâtre ce soir : Le Pirate, de Raymond Castans, escenografía de Jacques Sereys, dirección de Pierre Sabbagh, Théâtre Édouard VII
- 1976 : Voyez-vous ce que je vois ? (telefilm)
- 1979 : Le Tour du monde en 80 jours, de André Flédérick, (telefilm)
- 1981 : Le Légataire universel (telefilm)
- 1982 : Le Divan (telefilm)
- 1982 : Spéciale dernière (telefilm)
- 1988 : L'Appart (serie TV)
- 1989 : Orages d'été (serie TV)
- 1997 : Les Mentons bleus (telefilm)
- 1998 : À nous deux la vie (telefilm)
- 2002 : Un paradis pour deux (telefilm)
- 2002 : La Soupière (telefilm)
- 2003 : Maigret (serie TV) L'ami d'enfance de Maigret